# 马保忠
马保忠（?—?），辽代将领。辽圣宗时右丞相。营州（治今河北昌黎）人。
他因为努力好学被乡里所推重。初授洗马，改著作郎、殿中丞。辽圣宗开泰五年（1016年），以参知政事同知枢密院事，监修国史。太平二年（1022年），为右丞相。太平十年（1030年），以宰相兼枢密使。权知燕京留守。辽兴宗时期为枢密使、尚父、守太师兼政事令，封燕国公。当时兴宗好游嬉，沉溺佛法，滥施爵赏，朝政不纲，拜僧人为三公、三师兼政事令至二十人。马保忠因从容进谏，劝辽兴宗崇儒道，重德行，赏功罚罪，量才授官。但是未被采纳。后数年卒。谥“刚简”。